# Bụi vũ trụ
Bụi vũ trụ là các hạt vật chất cỡ nhỏ phân tán trong khoảng không giữa các thiên thể. Theo quan niệm hiện nay, bụi vũ trụ cấu thành từ các hạt có kích thước khoảng 1 μm với lõi (nhân) là graphit và silicat. Trong các thiên hà, chúng tập hợp thành các đám mây như đám mây Oort và tinh vân. Bụi vũ trụ hấp thụ ánh sáng phát ra từ các ngôi sao và các thiên thể khác làm độ sáng của chúng giảm đi trung bình một cấp trên một kiloparsec trong mặt phẳng thiên hà.